# الیمین زروال
الیمین زروال (عربی: اليمين زروال؛ زادهٔ ۳ ژوئیهٔ ۱۹۴۱) یک دیپلمات و سیاست‌مدار اهل الجزایر است.